# Pedicularis mucronulata
Pedicularis mucronulata är en snyltrotsväxtart som beskrevs av Tsoong. Pedicularis mucronulata ingår i släktet spiror, och familjen snyltrotsväxter. Inga underarter finns listade i Catalogue of Life.